# Alexandru Șimicu

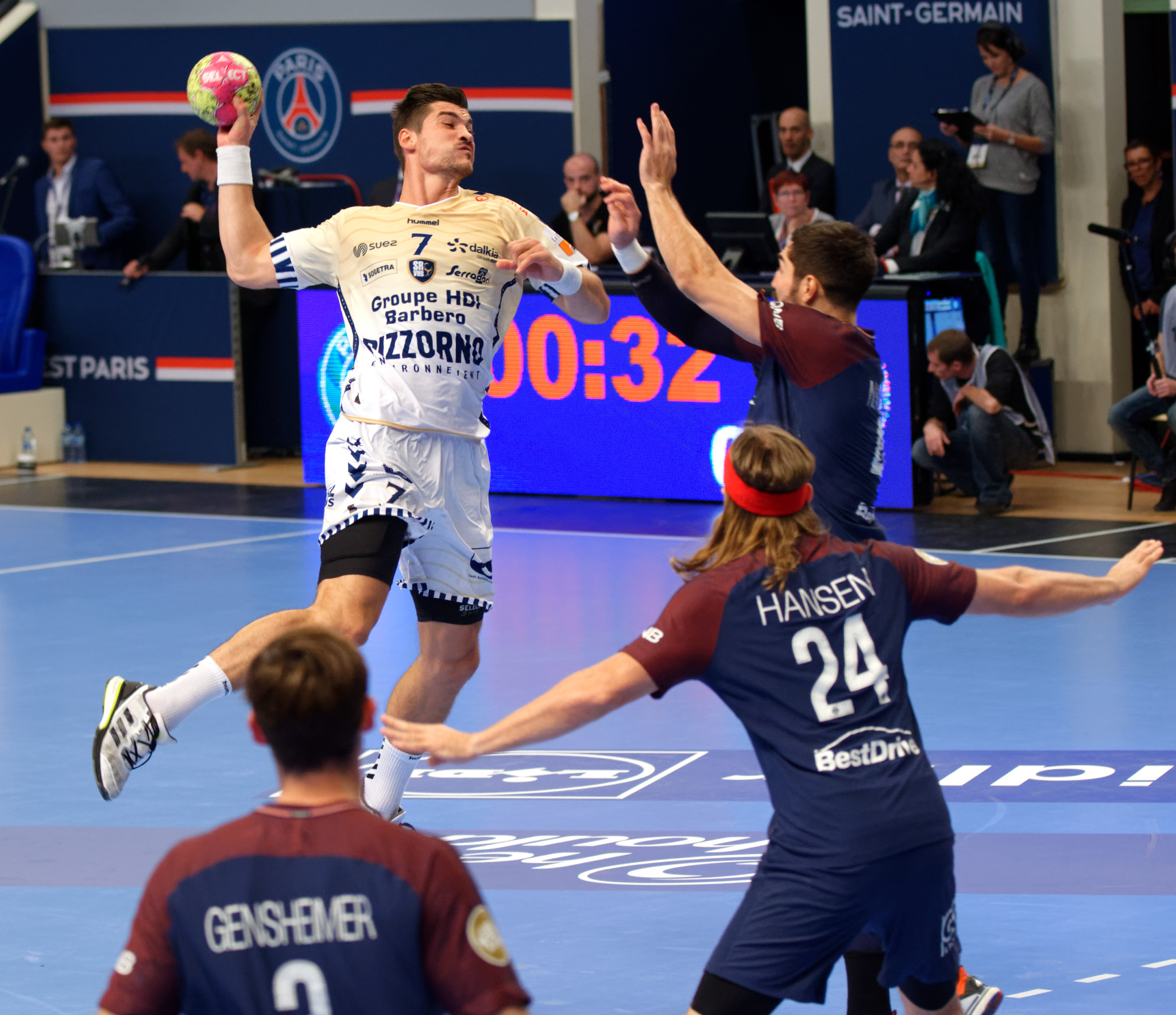
Rencontre de championnat entre le PSG et St Raphaël. A Coubertin, le 5 octobre 2017.

Alexandru-Viorel Șimicu, né le 8 octobre 1988 à Timișoara, est un joueur roumain de handball évoluant au poste d'arrière gauche.
Après avoir commencé sa carrière en Roumanie au CSU PM Timișoara puis au HCM Constanța, il rejoint en 2014 le club allemand du HSV Hambourg puis en 2015 le club français du Saint-Raphaël VHB.

## Palmarès

### En club
Compétitions nationales
- Vainqueur du Championnat de Roumanie (3) : 2012, 2013, 2014
- Vainqueur de la Coupe de Roumanie (3) : 2012, 2013, 2014
- Vainqueur de la Supercoupe de Roumanie (1) : 2013
- Deuxième du Championnat de France en 2016
- Finaliste du Trophée des champions en 2015 et 2018

Compétitions internationales
- Finaliste de la Coupe EHF en 2015 et 2018

### Distinctions individuelles
- élu meilleur handballeur de l'année en Roumanie (1) : 2013
- deuxième meilleur buteur de la Coupe EHF en 2014